# Alexander McDonnell
Alexander McDonnell (ur. 22 maja 1798 w Belfaście, zm. 14 września 1835 w Londynie) – irlandzki szachista znany z serii meczów przeciwko francuskiemu mistrzowi Louisowi de la Bourdonnais rozegranych w lecie 1834 roku.
McDonnell pochodził z zamożnej irlandzkiej rodziny, jego ojciec i stryj byli lekarzami. Kształcony na kupca, pracował przez jakiś czas w Indiach Zachodnich. W 1820 roku został sekretarzem Kupieckiego Komitetu Indii Zachodnich w Londynie. Była to lukratywna posada, dająca spore przychody i pozostawiająca dużo wolnego czasu, który McDonnell poświęcał na doskonalenie się w królewskiej grze. W 1825 roku został uczniem czołowego brytyjskiego szachisty Williama Lewisa. Wkrótce poczynił takie postępy, że jego mistrz i nauczyciel zaczął unikać okazji do gry przeciwko swemu uczniowi.
W 1831 roku w Londynie George Walker założył Westminsterski Klub Szachowy, w którym McDonnell dość szybko uzyskał wiodącą rolę. W 1834 roku Klub w imieniu McDonnella zaprosił francuskiego mistrza, uważanego za najsilniejszego szachistę świata, Louisa de la Bourdonnaisa. W lecie tego roku rozegrano łącznie sześć meczów. Na osiemdziesiąt pięć partii McDonnell wygrał dwadzieścia siedem, przegrał czterdzieści pięć. Mimo że drugi z serii meczów zakończył się minimalnym zwycięstwem McDonnella, dla wszystkich obserwatorów było oczywiste, że La Bourdonnais był lepszym szachistą. 
Kolejne rozgrywane partie były szeroko publikowane, analizowane i komentowane przez ekspertów w całej Europie. Było to wyjątkowe wydarzenie w dotychczasowej historii szachów. Przebieg meczów został dokładnie opisany w książce, która przez następne lata służyła kolejnym pokoleniom adeptów królewskiej gry. Szósty mecz został przerwany. La Bourdonnais musiał wracać do Paryża, gdzie układał się z wierzycielami, czego przyczyną były katastrofalne inwestycje poczynione kilka lat wcześniej. Mecz zamierzano kontynuować, lecz rok później szybko postępująca choroba ostatecznie pokonała McDonnella.